# Acatlán de Juárez
Acatlán de Juárez – miasto w Meksyku, w stanie Jalisco, około 40 km na południowy zachód od stolicy stanu - Guadalajary. Jest siedzibą władz gminy Acatlán de Juárez. Miasto w 2010 r. zamieszkiwało ponad 23 000 osób.